# Suzanne Somers
Suzanne Somers, właściwie Suzanne Marie Mahoney (ur. 16 października 1946 w San Bruno, zm. 15 października 2023 w Palm Springs) – amerykańska aktorka, producentka, scenarzystka, modelka i pisarka.
24 stycznia 2003 otrzymała własną gwiazdę w Alei Gwiazd w Los Angeles znajdującą się przy 7018 Hollywood Boulevard.

## Życiorys

### Wczesne lata
Przyszła na świat w San Bruno w Kalifornii w rodzinie katolików jako trzecie z czwórki dzieci Marion Elizabeth (z domu Turner; ur. 1914, zm. 1998), sekretarki medycznej, i Francisa Stanislausa „Franka” Mahoneya, robotnika i ogrodnika. Jej rodzina była pochodzenia irlandzkiego i angielskiego. 
Jej ojciec był alkoholikiem, który nadużywał siły. Ponadto cierpiała z powodu dysleksji. Po opuszczeniu Capuchino High School, gdzie zainteresowała się teatrem, uczęszczała do szkoły katolickiej dla dziewcząt Lone Mountain College. Ponieważ znakomicie radziła sobie z przedmiotami humanistycznymi w college’u w San Francisco, otrzymała stypendium muzyczne.

### Kariera
Miała 19 lat, kiedy pojawiła się na telewizyjnym ekranie w jednym z odcinków serialu familijnego Lassie (1965). Podjęła później trzyletnią pracę w San Francisco jako modelka. Debiutowała w filmach: Amerykańskie graffiti (American Graffiti, 1973) i Siła magnum (Magnum Force, 1973). Kandydowała do roli Jill Munroe w serialu ABC Aniołki Charliego (1976), którą ostatecznie zagrała Farrah Fawcett. Występowała gościnnie w serialach ABC: Starsky i Hutch (1975–1977) i Statek miłości (The Love Boat, 1977). Przełomem okazała się telewizyjna rola Christmas „Chrissy” Snow w sitcomie ABC Three’s Company (Trzecia kompania, 1977–1981), za którą była nominowana w 1979 do Złotego Globu dla najlepszej aktorki w serialu komediowym lub musicalu. W komedii Nic osobistego (Nothing Personal, 1980) jako prawniczka zainteresowana środowiskiem naturalnym zostaje zatrudniona przez Donalda Sutherlanda, aby powstrzymać budowę na terenie hodowli zagrożonych gatunków fok. 
Była na okładkach magazynów „High Society” (w lipcu 1978, w grudniu 1979), „People” (w październiku 1979, w kwietniu 2001), „Playboy” (w grudniu 1984), „Journal” (w maju 1992) i „USA Weekend” (w październiku 2008). 
W 1984 została uhonorowana nagrodą Las Vegas Entertainer jako artystka estradowa w Las Vegas. Powróciła na mały ekran rolą początkującej gwiazdy hollywoodzkiej podstępnej Giny Geramine w miniserialu Żony Hollywood (Hollywood Wives, 1985). Zyskała na popularności dzięki roli Carol Baker Foster Lambert w sitcomie CBS Krok za krokiem (Step by Step, 1991-1998).
W lipcu 2005 zadebiutowała na Broadwayu w spektaklu The Blonde in the Thunderbird, za który jednak zebrała słabe recenzje.

## Życie prywatne
14 kwietnia 1965 poślubiła Bruce’a Somersa, z którym ma syna Bruce’a Edwarda (ur. 8 listopada 1965). Jednak w 1968 doszło do rozwodu. 11 listopada 1977 wyszła powtórnie za mąż za Alana Hamela, ojca Stevena i Leslie (dzieci z poprzedniego związku).

## Filmografia

### Seriale TV
- 1963: Ben Casey jako Collie Smith
- 1974: Lotsa Luck jako Gloria
- 1974: Prywatny detektyw Jim Rockford (The Rockford Files) jako Ginny Nelson
- 1975: Starsky i Hutch (Starsky & Hutch) jako Sally Ann Sloane
- 1976: Jeden dzień w czasie (One Day at a Time) jako Sondra
- 1976: Starsky i Hutch (Starsky & Hutch) jako Linda Offenbecker
- 1977: Statek miłości (The Love Boat) jako Lorraine Hoffman
- 1977: Sześcio-milionowo-dolarowy człowiek (The Six Million Dollar Man) jako Jenny Fraser
- 1977: Starsky i Hutch (Starsky & Hutch) jako Jane Hutton
- 1977-81: Three’s Company jako Chrissy Snow
- 1985: Żony Hollywood  (Hollywood Wives) jako Gina Germaine
- 1987-89: She's the Sheriff jako szeryf Hildy Granger
- 1991-98: Krok za krokiem (Step by Step) jako Carol Baker Foster Lambert
- 1994-95: Program (The Suzanne Somers Show)
- 1994: Pełna chata (Full House) jako Suzanne Somers
- 1998-2000: Candid Camera jako współgospodarz programu

### Filmy fabularne
- 1968: Bullitt jako kobieta
- 1969: Tatuś wyrusza na polowanie (Daddy's Gone A-Hunting)
- 1973: Amerykańskie graffiti (American Graffiti) jako Blondynka w T-Birdzie
- 1973: Siła magnum (Magnum Force) jako dziewczyna na basenie
- 1977: Billy Jack Goes to Washington
- 1978: Happily Ever After jako Mattie
- 1978: Zuma Beach jako Bonnie Katt
- 1979: Yesterday's Hero jako Cloudy Martin
- 1980: Nic osobistego (Nothing Personal) jako Abigail Adams
- 1985: Do widzenie Charlie (Goodbye Charlie) jako Charlie / Charlene
- 1990: Dobra partia (Rich Men, Single Women) jako Paige
- 1992: Na wyłączność (Exclusive) jako Marcy Singer
- 1994: Uwiedziona przez zło (Seduced by Evil) jako Lee
- 1994: W czym mamy problem? (Serial Mom) jako Suzanne Somers
- 1996: Diabelskie jedzenie (Devil's Food) jako Sally McCormick
- 1998: Nic zabawnego (No Laughing Matter) jako Emma Poleski
- 1998: Nigdy nie zadzieraj z Rustym (Rusty: A Dog's Tale) jako głos psa Malley
- 1999: Mroczne przywidzenia  (The Darklings) jako Clara Hagen/Emily Shepherd
- 2001: Powiedz, że to nie tak (Say It Isn't So) jako matka Gilberta

## Książki
- Keeping Secrets (1988, autobiografia)
- After the Fall (1998, pamiętnik)
- Eat Great, Lose Weight (1999, fitness)
- The Sexy Years: Discover the Hormone Connection--The Secret to Fabulous Sex, Great Health, and Vitality, for Women and Men. Crown (2004) ISBN 0-609-60721-9.
- Ageless: The Naked Truth About Bioidentical Hormones (2006, fitness)
- Breakthrough: 8 Steps To Wellness (2008, fitness)

## Nagrody
| Rok  | Nagroda               | Kategoria                                     | Sitcom          |
| ---- | --------------------- | --------------------------------------------- | --------------- |
| 1978 | People’s Choice Award | Ulubiona aktorka w nowym serialu telewizyjnym | Three’s Company |
| 1992 | People’s Choice Award | Ulubiona aktorka w nowym serialu telewizyjnym | Krok za krokiem |